# Juncus longistylis
Juncus longistylis là một loài thực vật có hoa trong họ Juncaceae. Loài này được Torr. mô tả khoa học đầu tiên năm 1858.